# 文化体育観光部
文化体育観光部（ぶんかたいいくかんこうぶ、문화체육관광부、英語：Ministry of Culture, Sports and Tourism）略称文体部（ぶんたいぶ、문체부）とは、大韓民国の国家行政機関。文化体育観光部の長を文化体育観光部長官と称し、国務委員が任命される。日本の、文化庁、観光庁、スポーツ庁に当たる。

## 歴史
- 1948年11月4日 - 公報処が新設される（1室4局。秘書室、公報局、出版局、統計局、放送局）。
- 1956年2月9日 - 公報処廃止。大統領直属の公報室設置（3局。公報局、宣伝局、放送管理局）。
- 1961年6月22日 - 公報部新設（4局。調査局、公報局、文化宣伝局、放送管理局）。
- 1968年7月24日 - 文化公報部に名称変更。
- 1989年12月30日 - 文化部と公報処に分離。
- 1993年3月6日 - 文化体育部に名称変更。
- 1998年2月28日 - 文化観光部に名称変更。
- 2008年2月29日 - 国政広報処を吸収し、文化体育観光部に改編。

## 役割
文化・芸術・映像・広告・出版・刊行物・体育・観光に関する事務と、国政に対する広報及び政府発表に関する事務を管掌する。

## 組織
2019年5月7日現在。

### 幹部
- 長官
  - 代弁人
    - 広報担当官
    - デジタル疎通チーム長

  - 監査官
    - 監査担当官

  - 長官政策補佐官（2名）
- 第1次官
  - 企画調整室長
    - 政策企画官
      - 企画革新担当官
      - 財政担当官
      - 規制改革法務担当官
      - 情報化担当官
      - 男女平等政策担当官
      - 未来文化戦略チーム長

    - 非常安全企画官
- 第2次官
- 次官補

### 下部組織
| 第1次官管轄 - 運営支援課 - 文化芸術政策室 - 文化政策官 - 文化人文精神政策課 - 国語政策課 - 伝統文化課 - 国際文化課 - 芸術政策官 - 芸術政策課 - 舞台伝統芸術課 - 視覚芸術デザイン課 - 文化芸術教育課 - 地域文化政策官 - 地域文化政策課 - 文化基盤課 - 図書館政策企画団 - 宗務室 - 宗務1担当官 - 宗務2担当官 - コンテンツ政策局 - 文化産業政策課 - 映像コンテンツ産業課 - ゲームコンテンツ産業課 - 大衆文化産業課 - 著作権局 - 著作権政策課 - 著作権産業課 - 著作権保護課 - 文化通商協力課 - メディア政策局 - メディア政策課 - 放送映像広告課 - 出版印刷読書振興課 - 文化コンテンツ産業室 - アジア文化中心都市推進団 | 第2次官管轄 - 国民疎通室 - 疎通政策官 - 疎通政策課 - 疎通協力課 - 疎通支援課 - 疎通支援官 - コンテンツ企画課 - 世論課 - 分析課 - デジタル疎通官 - デジタル疎通企画課 - ニューメディア疎通課 - 政策ポータル課 - デジタル疎通制作課 - 体育局 - 体育政策課 - 体育振興課 - スポーツ産業課 - 体育協力官 - 国際体育課 - 障害者体育課 - スポーツ遺産課 - 観光政策局 - 観光政策課 - 国内観光振興課 - 国際観光課 - 観光基盤課 - 観光産業政策官 - 観光産業政策課 - 融合観光産業課 - 観光開発課 |

### 所属機関
| - 韓国芸術総合学校 - 国立国楽高等学校 - 国立国楽中学校 - 国立伝統芸術高等学校 - 国立伝統芸術中学校 - 国立中央博物館 - 地方博物館（慶州、光州、全州、大邱、扶余、公州、晋州、清州、金海、済州、春川、羅州、益山） - 国立国語院 - 国立中央図書館 - 国立児童青少年図書館 - 資料保存研究センター - 国立障害者図書館 - 国立世宗図書館 | - 海外文化広報院 - 国立中央劇場 - 国立現代美術館 - 国立国楽院 - 民俗国楽院 - 南道国楽院 - 釜山国楽院 - 国立民俗博物館 - 大韓民国歴史博物館 - 国立ハングル博物館 - 韓国政策放送院 - 国立アジア文化殿堂 - 芸術院事務局 |

### 外庁
- 文化財庁

## 歴代長官
| 代                   | 氏名       | 氏名         | 在任期間       | 在任期間       | 備考       |
| 代                   | 漢字表記   | ハングル表記 | 着任           | 退任           | 備考       |
| 公報処               | 公報処     | 公報処       | 公報処         | 公報処         | 公報処     |
| -------------------- | ---------- | ------------ | -------------- | -------------- | ---------- |
| 1                    | 金東成     | 김동성       | 1948年8月4日   | 1949年6月3日   |            |
| 2                    | 李哲源     | 이철원       | 1949年8月4日   | 1950年8月14日  |            |
| 3                    | 金活蘭     | 김활란       | 1950年8月15日  | 1950年11月25日 |            |
| 4                    | 李哲源     | 이철원       | 1950年11月26日 | 1953年1月1日   |            |
| 5                    | 安蓮生     | 안연생       | 1953年1月2日   | 1953年3月5日   |            |
| 6                    | 葛弘基     | 갈홍기       | 1953年3月6日   | 1956年7月22日  |            |
| 公報室               |            |              |                |                |            |
| 7                    | 呉在璟     | 오재경       | 1956年7月23日  | 1959年1月30日  |            |
| 8                    | 全聖天     | 전성천       | 1959年1月31日  | 1960年4月7日   |            |
| 9                    | 崔致煥     | 최치환       | 1960年4月8日   | 1960年5月4日   |            |
| 10                   | 徐碩淳     | 서석순       | 1960年5月5日   | 1960年6月30日  |            |
| 国務院事務処公報局長 |            |              |                |                |            |
| 1                    | 趙鳳淳     | 조봉순       | 1960年7月2日   | 1960年10月17日 |            |
| 2                    | 金基完     | 김기완       | 1960年10月17日 | 1961年2月11日  |            |
| 3                    | 趙誾澈     | 조은철       | 1961年2月11日  | 1961年4月10日  |            |
| 4                    | 金京鈺     | 김경옥       | 1961年4月10日  | 1961年5月20日  |            |
| 公報部               |            |              |                |                |            |
| 11                   | 沈興善     | 심흥선       | 1961年5月22日  | 1961年7月6日   |            |
| 12                   | 呉在璟     | 오재경       | 1961年7月7日   | 1962年6月17日  |            |
| 13                   | 李元雨     | 이원우       | 1962年6月18日  | 1963年4月11日  |            |
| 14                   | 任星熙     | 임성희       | 1963年4月12日  | 1963年12月16日 |            |
| 15                   | 金東晟     | 김동성       | 1963年12月17日 | 1964年5月10日  |            |
| 16                   | 李寿栄     | 이수영       | 1964年5月11日  | 1964年9月1日   |            |
| 17                   | 洪鍾哲     | 홍종철       | 1964年9月2日   | 1969年4月10日  |            |
| 文化公報部           |            |              |                |                |            |
| 18                   | 申範植     | 신범식       | 1969年4月11日  | 1971年6月3日   |            |
| 19                   | 尹冑栄     | 윤주영       | 1971年6月4日   | 1974年9月17日  |            |
| 20                   | 李源京     | 이원경       | 1974年9月18日  | 1975年12月18日 |            |
| 21                   | 金聖鎮     | 김성진       | 1975年12月19日 | 1979年12月13日 |            |
| 22                   | 李揆現     | 이규현       | 1979年12月14日 | 1980年5月21日  |            |
| 23                   | 李光杓     | 이광표       | 1980年5月22日  | 1982年5月20日  |            |
| 24                   | 李振羲     | 이진희       | 1982年5月21日  | 1985年2月18日  |            |
| 25                   | 李元洪     | 이원홍       | 1985年2月19日  | 1986年8月26日  |            |
| 26                   | 李雄熙     | 이웅희       | 1986年8月27日  | 1988年2月24日  |            |
| 27                   | 鄭漢模     | 정한모       | 1988年2月25日  | 1988年12月4日  |            |
| 28                   | 崔秉烈     | 최병렬       | 1988年12月5日  | 1990年1月2日   |            |
| 文化部               |            |              |                |                |            |
| 29                   | 李御寧     | 이어령       | 1990年1月3日   | 1991年12月19日 |            |
| 30                   | 李秀正     | 이수정       | 1991年12月20日 | 1993年2月25日  |            |
| 文化体育部           |            |              |                |                |            |
| 31                   | 李敏燮     | 이민섭       | 1993年2月26日  | 1994年12月23日 |            |
| 32                   | 朱燉植     | 주돈식       | 1994年12月24日 | 1995年12月20日 |            |
| 33                   | 金栄秀     | 김영수       | 1995年12月21日 | 1997年3月5日   |            |
| 34                   | 宋泰鎬     | 송태호       | 1997年3月6日   | 1998年3月2日   |            |
| 文化観光部           |            |              |                |                |            |
| 35                   | 申楽均     | 신낙균       | 1998年3月3日   | 1999年5月23日  | 金大中政権 |
| 36                   | 朴智元     | 박지원       | 1999年5月23日  | 2000年9月19日  | 金大中政権 |
| 37                   | 金ハンギル | 김한길       | 2000年9月20日  | 2001年9月18日  | 金大中政権 |
| 38                   | 南宮鎮     | 남궁진       | 2001年9月19日  | 2002年7月10日  | 金大中政権 |
| 39                   | 金聖在     | 김성재       | 2002年7月11日  | 2003年2月26日  | 金大中政権 |
| 40                   | 李滄東     | 이창동       | 2003年2月27日  | 2004年6月30日  | 盧武鉉政権 |
| 41                   | 鄭東采     | 정동채       | 2004年7月1日   | 2006年3月6日   | 盧武鉉政権 |
| 42                   | 金明坤     | 김명곤       | 2006年3月27日  | 2007年5月7日   | 盧武鉉政権 |
| 43                   | 金鍾民     | 김종민       | 2007年5月8日   | 2008年2月28日  | 盧武鉉政権 |
| 文化体育観光部       |            |              |                |                |            |
| 44                   | 柳仁村     | 유인촌       | 2008年2月29日  | 2011年1月26日  | 李明博政権 |
| 45                   | 鄭柄国     | 정병국       | 2011年1月27日  | 2011年9月19日  | 李明博政権 |
| 46                   | 崔光植     | 최광식       | 2011年9月20日  | 2013年3月11日  | 李明博政権 |
| 47                   | 劉震龍     | 유진룡       | 2013年3月11日  | 2014年7月16日  | 朴槿恵政権 |
| 48                   | 金鍾徳     | 김종덕       | 2014年8月21日  | 2016年9月4日   | 朴槿恵政権 |
| 49                   | 趙允旋     | 조윤선       | 2016年9月5日   | 2017年1月21日  | 朴槿恵政権 |
| 職務代行             | 宋秀根     | 송수근       | 2017年1月22日  | 2017年6月6日   | 朴槿恵政権 |
| 職務代行             | 羅種民     | 나종민       | 2017年6月7日   | 2017年6月15日  | 文在寅政権 |
| 50                   | 都鍾煥     | 도종환       | 2017年6月16日  | 2019年4月2日   | 文在寅政権 |
| 51                   | 朴良雨     | 박양우       | 2019年4月3日   | 2021年2月10日  | 文在寅政権 |
| 52                   | 黄熙       | 황희         | 2021年2月11日  | 2022年5月10日  | 文在寅政権 |
| 職務代行             | 全炳極     | 전병극       | 2022年5月11日  | 2022年5月13日  | 尹錫悦政権 |
| 53                   | 朴普均     | 박보균       | 2022年5月13日  | 2023年10月7日  | 尹錫悦政権 |
| 54                   | 柳仁村     | 유인촌       | 2023年10月7日  | 2025年7月29日  | 尹錫悦政権 |
| 55                   | 崔輝永     | 최휘영       | 2025年7月30日  | 現職           | 李在明政権 |